# I Go Crazy - The Remixes
I Go Crazy - The Remixes è un EP digitale del duo dance-trance belga D.H.T., pubblicato su iTunes il 22 giugno 2006.

## Il disco
L'EP contiene il sesto singolo del duo, I Go Crazy, cover del cantautore americano Paul Davis, e quattro remix dello stesso.

## Tracce
Testi e musiche di Paul Davis.
1. I Go Crazy – 3:44
2. I Go Crazy (Hardbounze Edit) – 4:09
3. I Go Crazy (Hardbounze Extended) – 5:31
4. I Go Crazy (Old School House Mix) – 3:12
5. I Go Crazy (Dancing DJ's Remix) – 5:54

## Formazione
- Edmée Daenen – voce
- Flor Theeuwes – pianoforte, tastiere, programmazione, cori

Altri musicisti
- Giuseppe D. – drum machine, programmazione